# نوسيفو دوميسا
نوسيفو دوميسا (بالإنجليزية: Nosipho Dumisa)‏، هي كاتبة سيناريو ومُخرجة جنوب أفريقية.

## روابط خارجية
نوسيفو دوميسا على موقع IMDb (الإنجليزية)
- نوسيفو دوميسا على موقع ألو سيني (الفرنسية)
- نوسيفو دوميسا على موقع قاعدة بيانات الفيلم (الإنجليزية)